# 尚义桥
尚义桥，又称环龙桥、蒋公桥，建于明朝宣德年间，位于中国上海市闵行区吴泾镇华东师范大学闵行校区，横跨樱桃河。2003年被列为闵行区文物保护单位。
该桥由明朝宣德二年（1427年）进士蒋性中所建，为石拱桥，由四块条石拱成为梁桥座。桥面由石面铺成，次第成阶梯式，桥长14米，宽2.5米。